# سامسونگ اس‌جی‌اچ-ئی۷۲۰
سامسونگ اس‌جی‌اچ-ای۷۲۰ یک‌نمونه از گوشی‌های تلفن همراه سری E شرکت سامسونگ می‌باشد که توسط همین شرکت به بازار عرضه شده است.